# بیاری، پاکستان
بیاری (به انگلیسی: Biari) یک شهرک در پاکستان است که در ناحیه بتگرام واقع شده‌است. بیاری ۱٬۹۰۴ متر بالاتر از سطح دریا واقع شده‌است.